# Páramo (biogeografía)

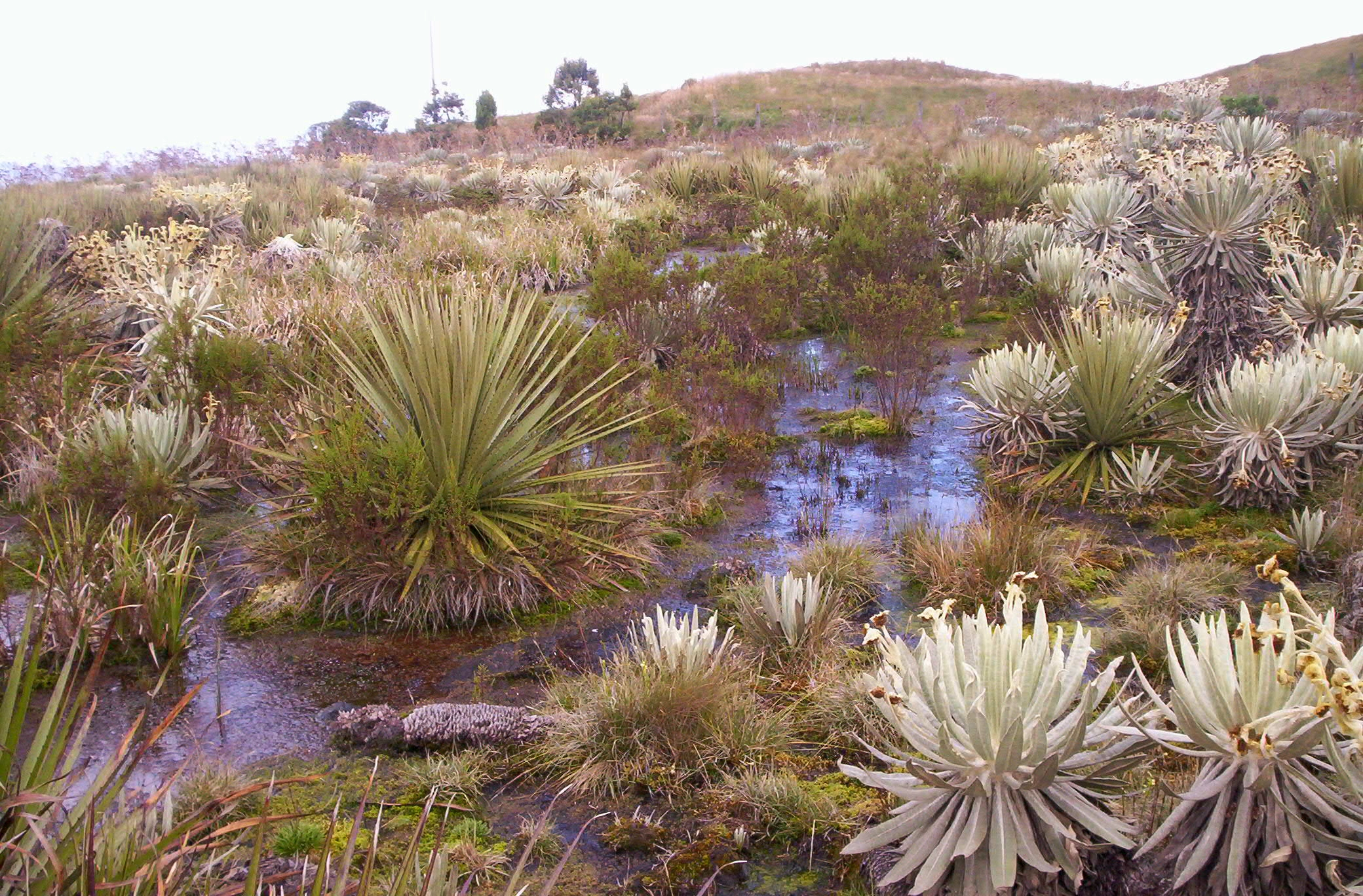
Páramo de Rabanal, en Colombia

En biogeografía, el páramo es un ecosistema alpino intertropical con predominio de vegetación tipo matorral (arbustiva), por lo que está clasificado biogeográficamente como pradera y matorral de montaña. Se ubica, por lo general, desde altitudes de aproximadamente 2900 m s. n. m. hasta los 5000 m s. n. m. 

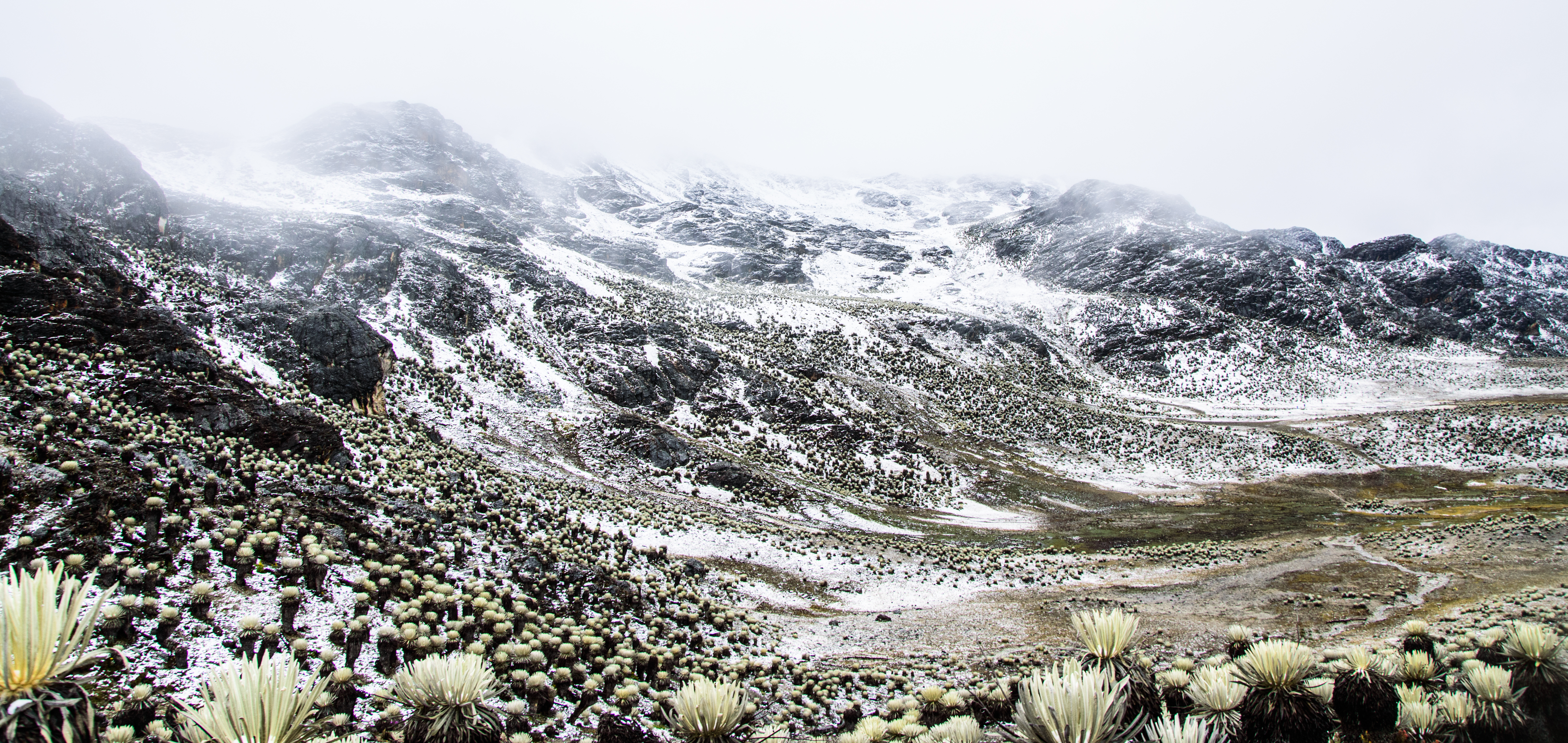
Valle de Mifafí en el parque nacional Sierra de la Culata en Venezuela.

El más conocido es el páramo andino de Sudamérica, pero también hay páramos en las montañas del sur de Centroamérica y ecosistemas semejantes en África Oriental y Nueva Guinea. Se destaca el páramo de Sumapaz, ubicado en Colombia y considerado como el más extenso a nivel mundial.

## Distribución

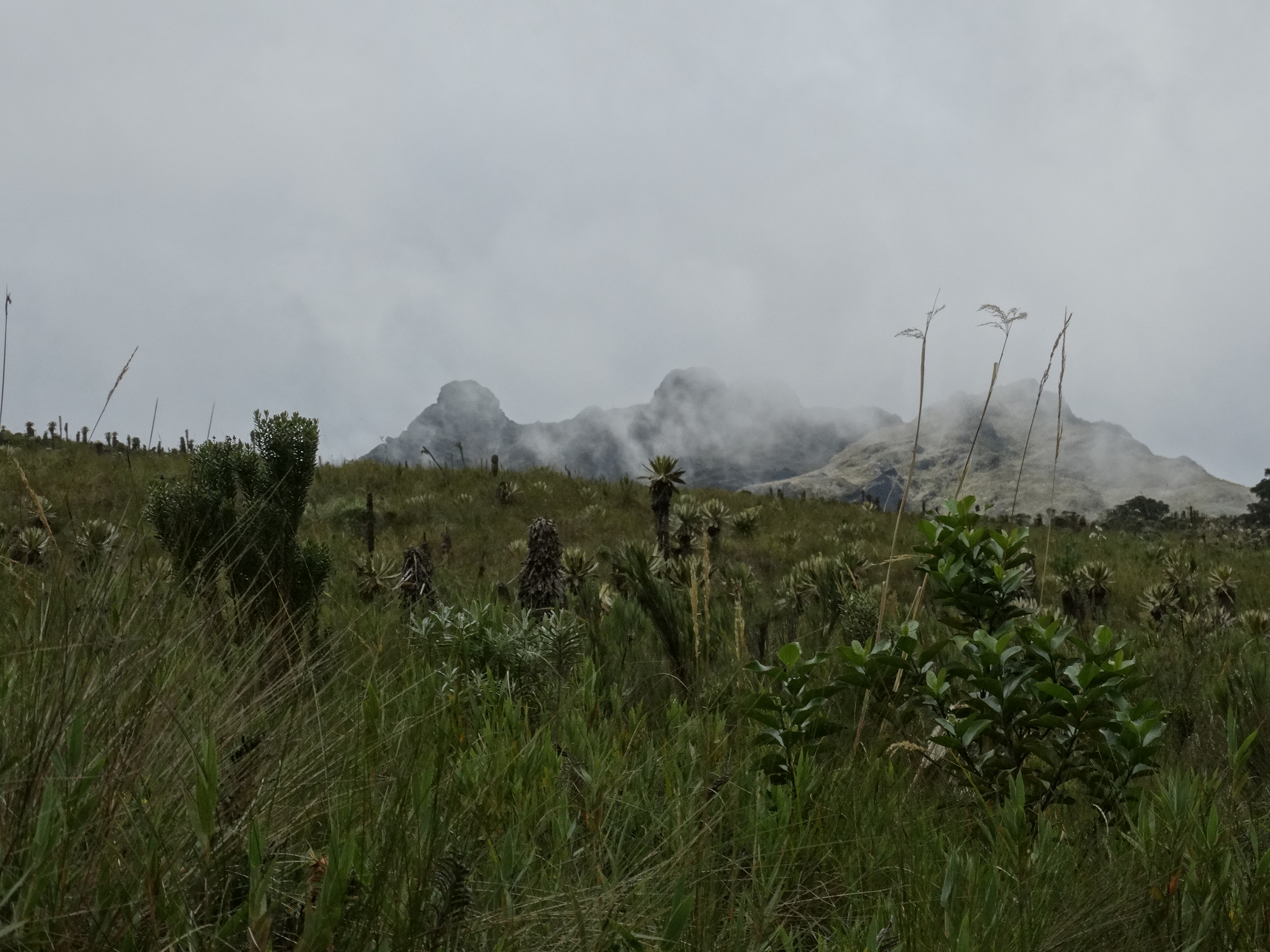
Páramo de la Yerbabuena, Colombia. Este páramo se encuentra en la cordillera central de Colombia y su altura oscila entre 3500 y 3800 m s. n. m. Está localizado en la bifurcación de tres departamentos, en los municipios de Roncesvalles (Tolima), Sevilla (Valle del Cauca) y Génova (Quindío).

La mayoría de los páramos están localizados en la parte norte de la cordillera de los Andes, entre las latitudes 11 ° norte y 4,5 ° sur. Forman un cinturón discontinuo desde la Cordillera de Mérida en Venezuela, pasando por Colombia y Ecuador hasta el norte del Perú en la denominada depresión de Huancabamba.
Fuera de los Andes, existen otras dos zonas montañosas en América con presencia de páramos:
- La Cordillera de Talamanca entre Costa Rica y Panamá.[3][4]
- La Sierra Nevada de Santa Marta en el Caribe colombiano.

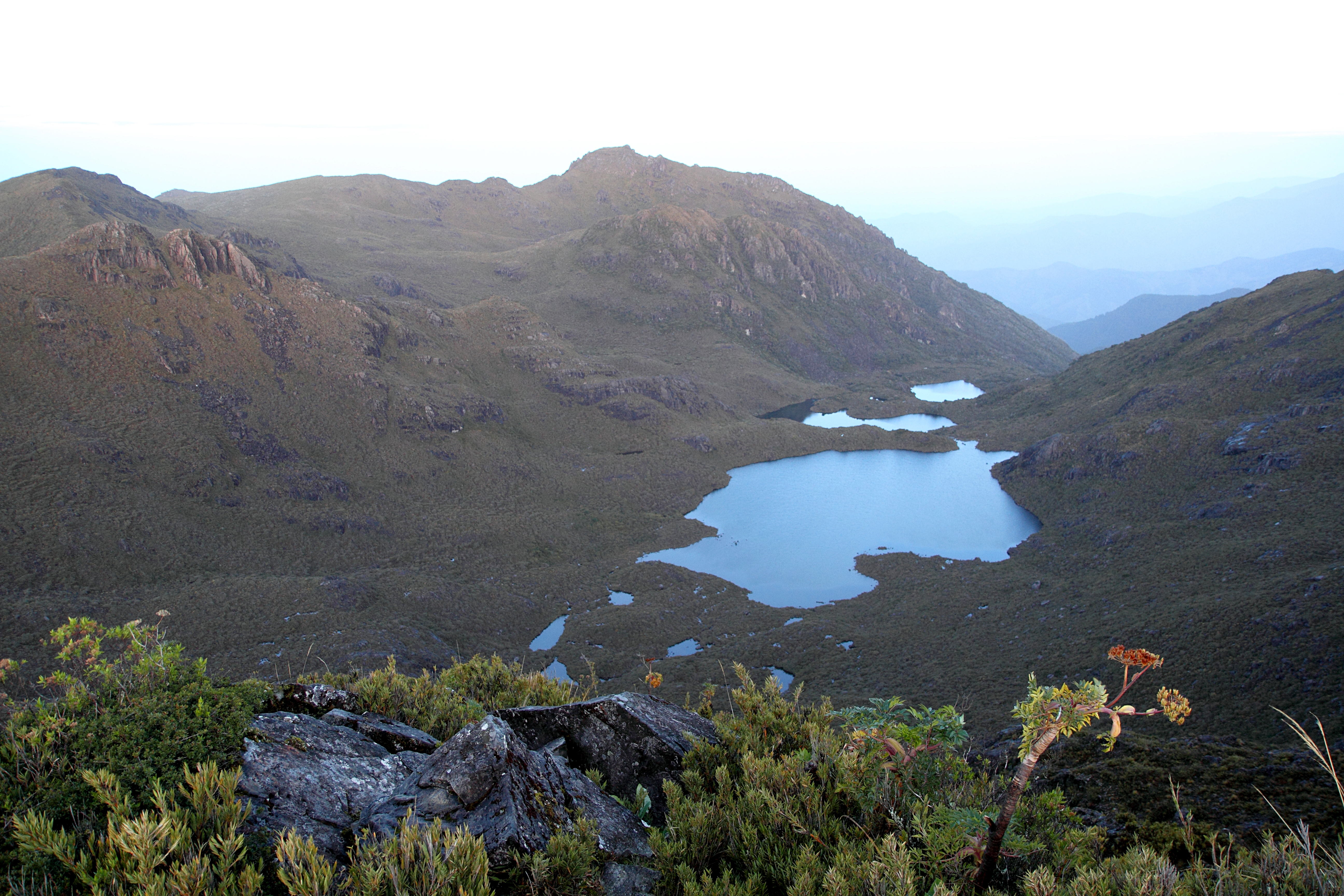
Páramo centroamericano en la Cordillera de Talamanca.

El páramo más grande del mundo está localizado en Colombia, a 30 km de la capital Bogotá. Se trata de Sumapaz y cuenta con una extensión total de 333.420 Ha (3334 km²) de las cuales sólo 142.112 Ha (1421 km²) están protegidas. Un ejemplo de páramo poco perturbado se encuentra al norte de Ecuador en la estación biológica de Guandera. 

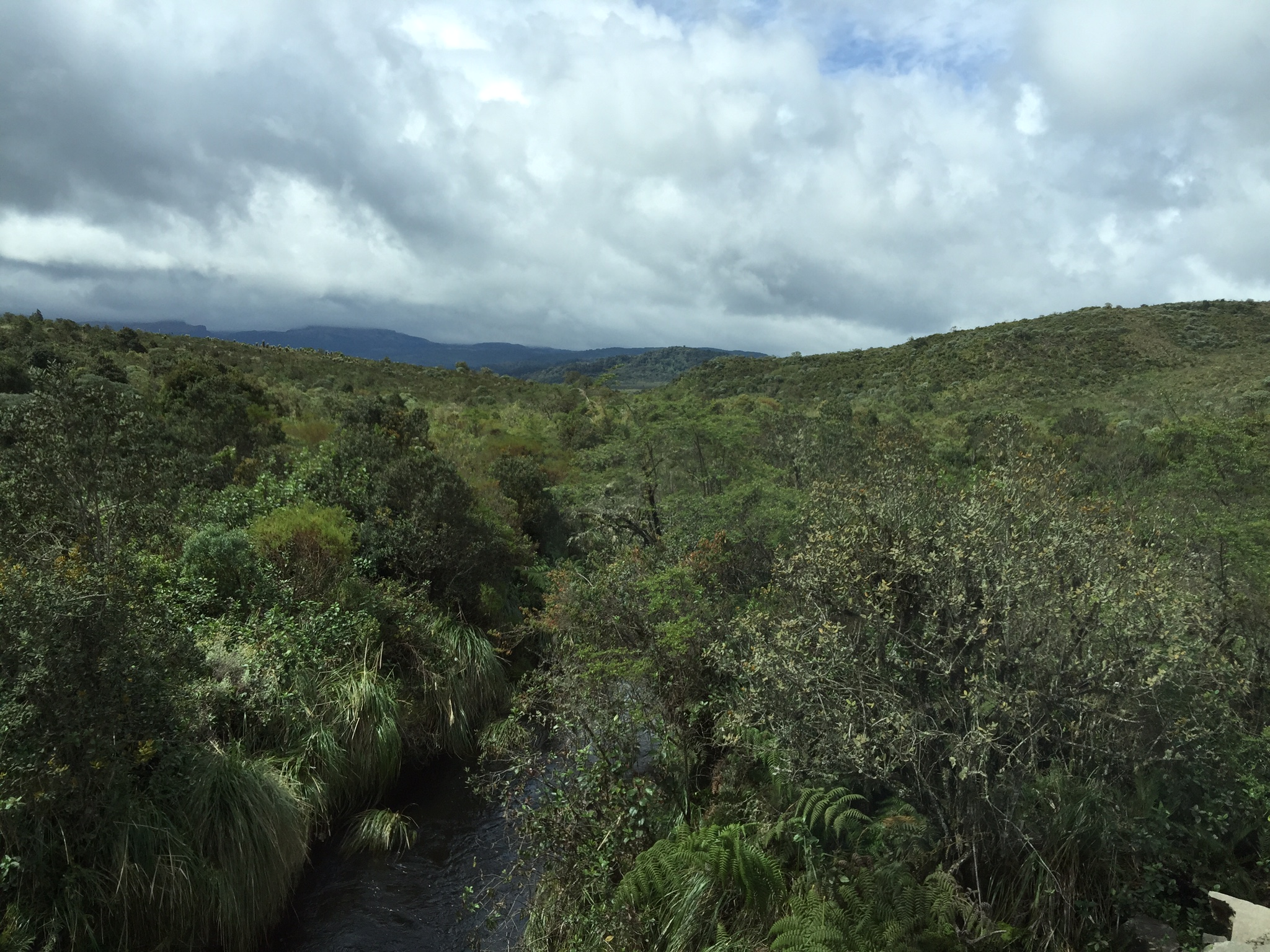
Páramo del Buey. Situado en Colombia entre los departamentos de Cauca y Huila.

La superficie total de complejos de páramo en el mundo se estima entre 35 000 y 77 000 km². Esta larga escala se debe principalmente a la incertidumbre en cuanto al límite inferior de los páramos pues la línea de bosques naturales está gravemente alterada por las diferentes actividades humanas (explotación maderera, quemas constantes, ganadería, minería,... ) que se desarrollan ahí, lo que vuelve difícil la diferenciación entre praderas naturales o artificiales. Por consecuente, el nivel denominado subpáramo es el más afectado por estas diferentes actividades. Estos ecosistemas son popularmente conocidos en Colombia (donde está el 50% de los páramos en el mundo) como "fábricas de agua", debido a que en estos lugares nacen los grandes y pequeños ríos del país, que a su vez terminan surtiendo de agua al 80% de las ciudades y pueblos del territorio nacional, con consecuencias jurídicas y penales a quienes realicen actividades agrícolas y/o ganaderas en estos territorios, protegidos por el estado y la ley colombiana.

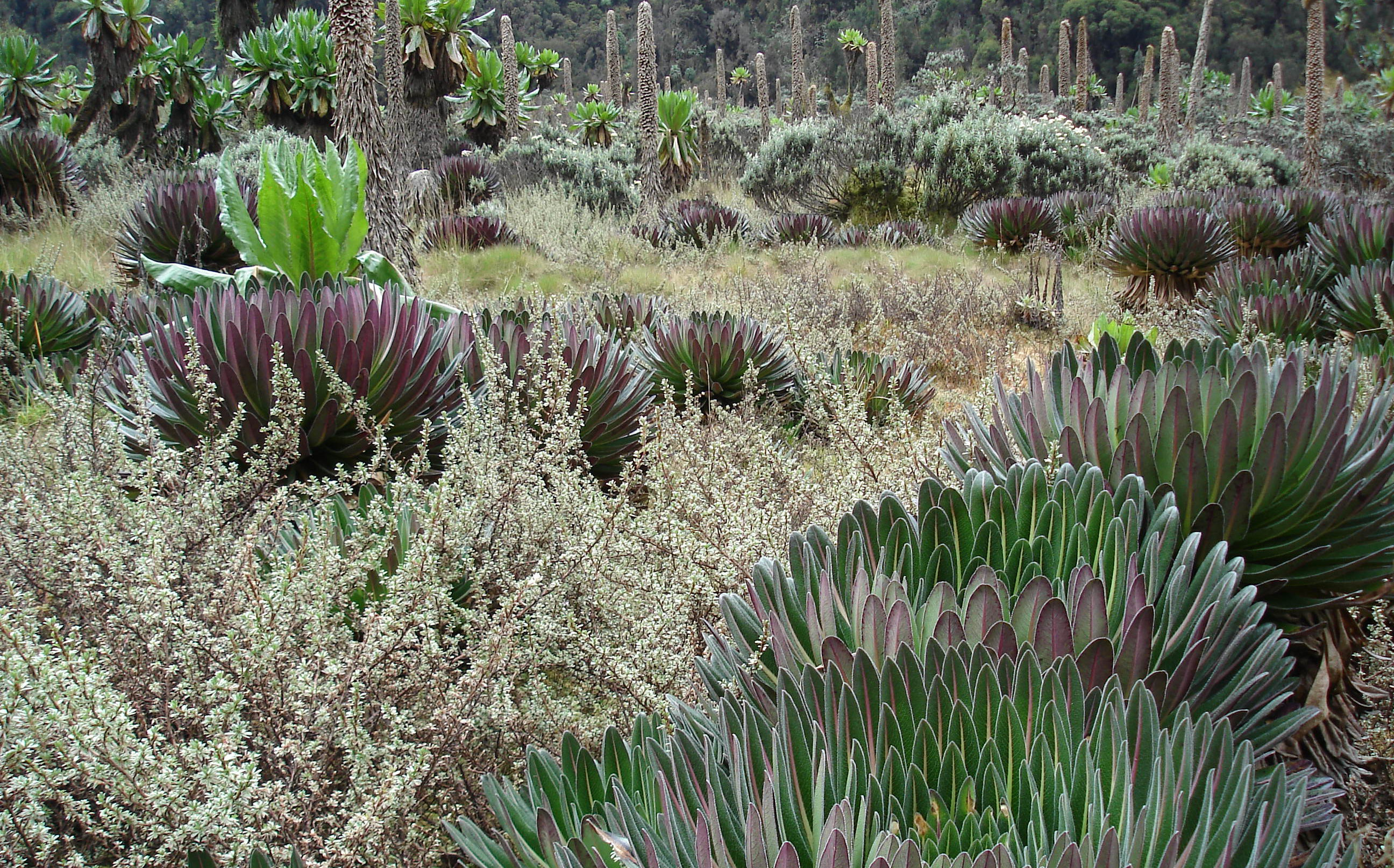
Páramo de las montañas Rwenzori en Uganda (África oriental)

Diferentes matorrales tropicales de altitud similares a los páramos se encuentran en el mundo. En África, en las diferentes zonas de las regiones afromontanas, que se extienden de Etiopía y Uganda hasta Kenia, Tanzania y Sudáfrica. Se encuentran también, pero en menor cantidad, en Papúa Nueva Guinea y en Indonesia. 
Estos ecosistemas se encuentran en todas las zonas montañosas ubicadas en latitudes tropicales, siendo los principales:
- Páramos de los Andes del norte (páramo andino): Se encuentran en Venezuela, Colombia, Ecuador y Perú.
- Páramo montano de Etiopía: Sobre el Macizo etíope.
- Páramos de África oriental: Se encuentran en Kenia, Tanzania, Uganda, Ruanda y en la R. D. Congo.
- Páramos de Nueva Guinea: En Papúa Nueva Guinea e Indonesia, son pastizales y páramos de la Cordillera Central (Nueva Guinea)
- Páramos centroamericanos: En Costa Rica y Panamá.

## Tipos

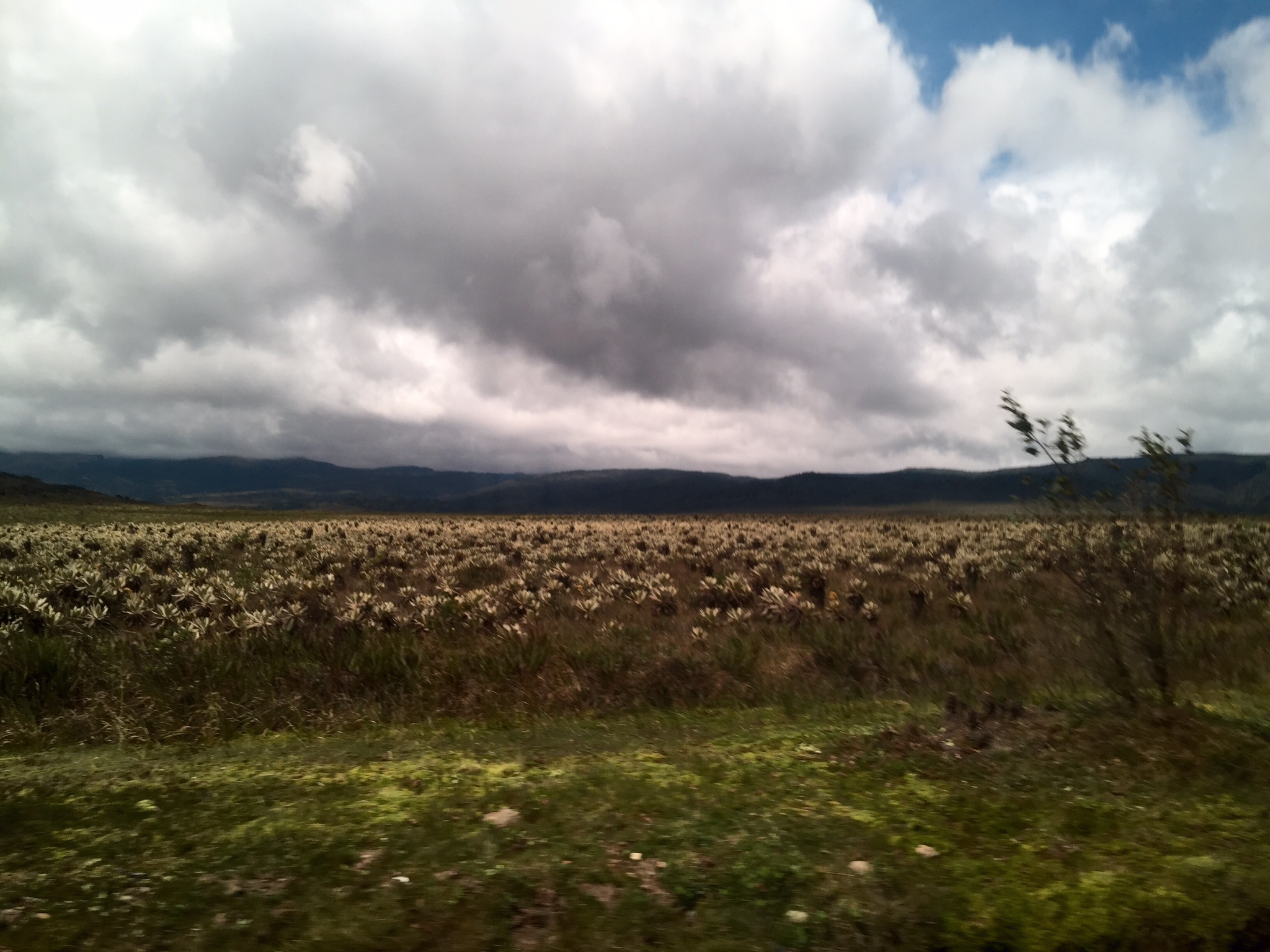
Valle de los Frailejones. Este páramo se encuentra en el departamento del Cauca en Colombia. Esta localizado cerca del parque nacional natural Puracé, región del macizo colombiano perteneciente a la Cordillera Central de los Andes.

Según la altura y temperatura en los páramos andinos se identifican los siguientes tipos:
- Subpáramo: Por sobre el bosque montano, con muchos arbustos y árboles bajos. Tiene una temperatura promedio de 10 °C.
- Páramo propiamente dicho: Domina la vegetación frailejonal-pajonal, pastizales y turberas. Promedia unos 5 °C.
- Superpáramo: Puede considerarse una tundra alpina. Presenta musgos, líquenes y vegetación abierta de pequeños arbustos, frailejones y pastizales. Hay muchas lagunas con juncos. Promedia unos 2 °C.

## Vegetación

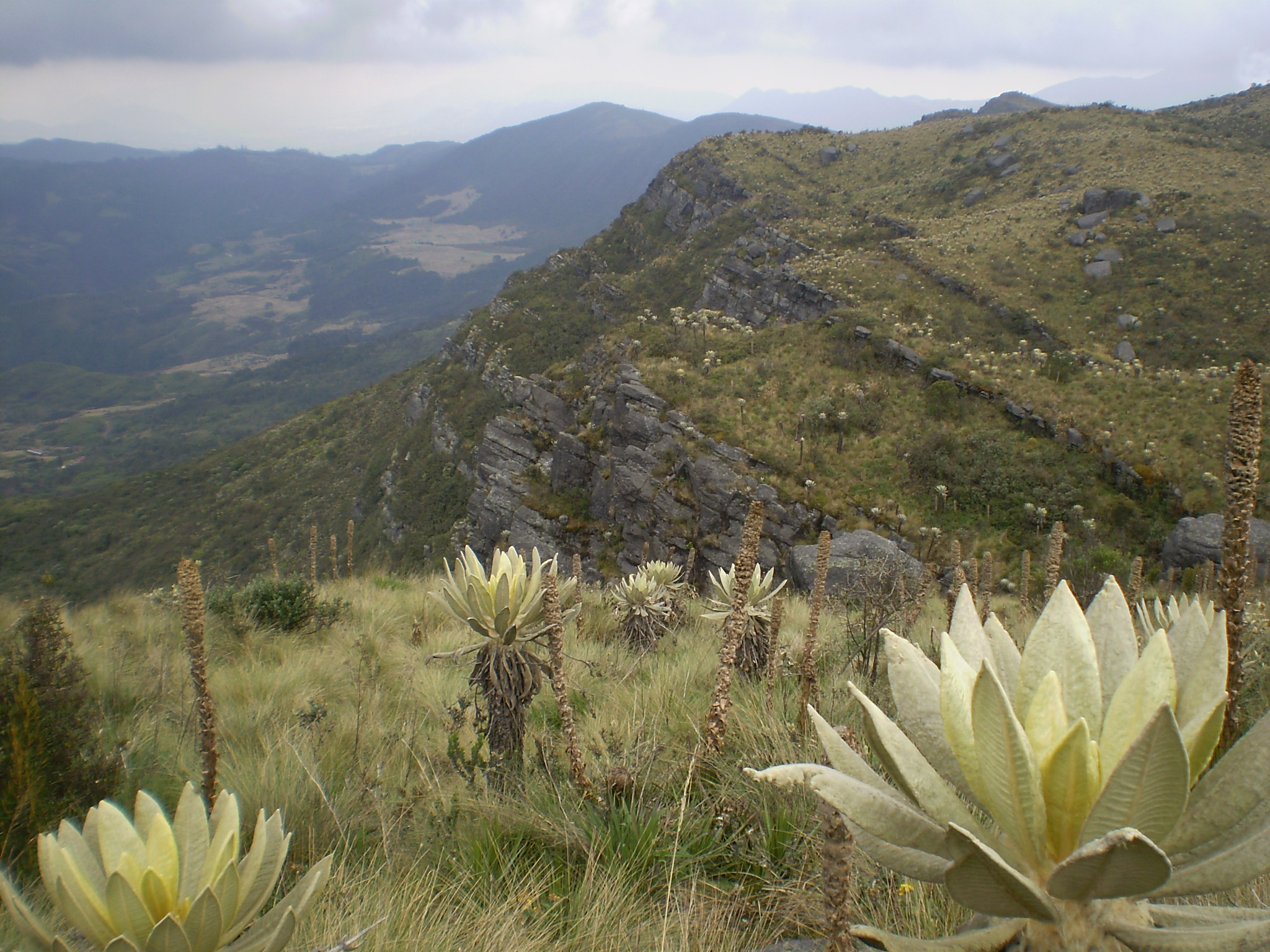
Rosas Crestadas (Espeletia) en el Páramo de Guerrero de Colombia.

El aislamiento y la irregularidad de los páramos en los altiplanos andinos favorecen una alta especiación así como un endemismo excepcional. 
Este ecosistema abriga alrededor de 5000 especies de plantas de las cuales el 60% son endémicas, por lo tanto están adaptadas a condiciones fisicoquímicas y climáticas específicas como la baja presión atmosférica, los altos niveles de rayos ultravioletas y la fuerte resequedad debido a la constancia de los vientos. 
En Sudamérica la vegetación de los páramos esta principalmente compuesta por arbustos altos y árboles pequeños, generalmente con un porte menor a los 10 m. Por lo tanto se constituye de arbustales parameros, de rosetales-arbustales como las del género Espeletia (frailejones), diferentes tipos de pajonales, gramíneas en macolla, rosetas caulescentes, arbustos esclerófilos enanos y hierbas no graminoides como las del género Puya. En el límite superior de los páramos se pueden encontrar bosques de Polylepis.
Los líquenes están ampliamente distribuidos en todos los tipos de páramos, sin embargo, las condiciones ambientales pueden favorecer diferentes formas de crecimiento. Por ejemplo, las condiciones extremas asociadas con sustratos rocosos y mayores altitudes favorecen a los líquenes crustosos, mientras que los líquenes foliosos y fruticosos se asocian con condiciones menos extremas y altitudes medias. Los factores atmosféricos como humedad y temperatura favorecen positivamente a los líquenes más altos, debido a un aumento del agua disponible fisiológicamente.